# Rosehill
Rosehill  est une banlieue de la cité d’Auckland, située dans l’île du Nord de la Nouvelle-Zélande.

## Situation
Elle est localisée au sud de la banlieue de Pahurehure, et est sous l’autorité administrative du Conseil d’Auckland.
La banlieue constitue la partie la plus au sud de l’aire métropolitaine d’Auckland et est localisée dans le ward de Manurewa-Papakura (en), l’une des treize divisions administratives de la cité d’Auckland.

## Municipalités limitrophes
La gare de Rosehill est nommée gare de Papakura (en)

## Histoire
Jusqu’à récemment, Rosehill n’était pas reconnue comme une banlieue indépendante. 
Le secteur était précédemment considéré comme une petite zone de la banlieue plus étendue de Papakura, mais elle s’est maintenant développée comme une zone suburbaine séparée, s’étendant du sud de Beach Road en descendant jusqu’à Park Estate Road, sur le bord est de l’autoroute sud d'Auckland (en) et incluant le secteur à l’ouest de Liverpool Street ainsi que la zone rejoignant Opaheke Road jusqu’à Graham Tagg Park compris.
Durant la réforme majeure du gouvernement local, qui a eu lieu en 1989, le secteur de Rosehill fut inclus dans les limites du district de Papakura.
En 2010, après le rapport de la commission pour la gouvernance de la région d’Auckland (en),l’ensemble de la région d’Auckland fut amalgamé dans une seule autorité de la cité. 
Comme l’ancien district de Papakura, toutes les autres autorités territoriales furent fusionnées dans un seul Conseil d’Auckland.
La banlieue de Rosehill est donc une partie du ward de Manurewa-Papakura (en).  

## Population
Le principal groupe ethnique de Rosehill est constitué par les européens en 2006 avec 53,2 % de la population. 
Les résidents Maori représentent 32,5 % de la population de la banlieue et les personnes originaires des îles du Pacifique consistent en 13,9 %, alors que 9,7 % sont d’ethnicité asiatique. 
Selon le recensement de la population en Nouvelle-Zélande en 2006, pour les résidents âgés de quinze ans ou plus, l’activité la plus commune dans la banlieue de Rosehill est technicien et travailleur du commerce et le groupe le moins commun est personnel de service et de la Communauté.  
Il y a un taux chômage de 7,9 % de la population dans la ville de Rosehill.

## Installations

### Transport
L’ autoroute sud d'Auckland (en) passe en dehors de la bordure ouest de la ville de Rosehill, avec la voie principale constituée par la grande route du sud d’Auckland (en) passant à travers le centre de la banlieue. 
Trains et bus services fournissent l’essentiel des transports publics dans le centre-ville de Papakura, juste au nord-ouest de Rosehill.

### Loisirs
Rosehill a deux skate parks et une école d’éducation spéciale.
Avec un mélange de zones rurales et urbaines, le secteur est le siège du Kirk's Bush (une large zone de forêt), nommée « Graham Tagg Park ».